# Ananias ben Nebedeüs
Ananias ben Nebedeüs was hogepriester in de Joodse tempel in Jeruzalem van 47 na Chr. tot 58 of 59 na Chr.
Ananias behoorde tot de sadduceeën, waartoe veel aristocratische families in Jeruzalem behoorden. Voor zover bekend was hij de eerste (en enige) uit zijn familie die in dit ambt benoemd werd.

## Gevangenschap en vrijlating
In 52 n.Chr. braken er onlusten uit tussen Joden en Samaritanen. De toenmalige Syrische gouverneur Gaius Ummidius Quadratus greep in en herstelde de rust. Hij was echter van mening dat Ananias zich schuldig had gemaakt aan ernstig geweld en zond hem als gevangene naar keizer Claudius. Op voorspraak van Herodes Agrippa II, die op dat moment in Rome verbleef, sprak Claudius Ananias echter vrij van de tegen hem ingebrachte beschuldigingen. Na zijn terugkeer in Jeruzalem nam hij zijn ambt weer op.

## Politieke invloed
Ananias is de geschiedenis ingegaan als een hogepriester met veel politieke invloed, niet in de laatste plaats doordat hij niet schroomde zijn persoonlijke bezittingen in te zetten om met geschenken Romeinse procuratoren over Judea en andere invloedrijke personen voor zich te winnen. Ook nadat zijn hogepriesterschap beëindigd was, zette hij deze levenswijze voort. Daardoor behield hij veel politieke invloed, ondanks dat hij geen ambt meer bekleedde. De keerzijde van zijn levenswijze was echter dat hij steeds meer geld nodig had om zijn geschenken te kunnen blijven geven. Flavius Josephus beschuldigt Ananias ervan dat hij tijdens het hogepriesterschap van Jezus ben Damneüs zijn dienaren de tienden (dat is de geldelijke beloning) van de gewone priesters in beslag liet nemen, nog voordat de tienden bij de tempel werden afgedragen. De Romeinse bestuurders en de Joodse aristocratie liet dit echter oogluikend toe en achtten Ananias hoog.

## Ananias en de apostel Paulus
In het Nieuwe Testament vermeldt het boek Handelingen van de Apostelen dat de apostel Paulus zich in het Sanhedrin voor de hogepriester Ananias moet verantwoorden omdat hij de wetgeving met betrekking tot de tempel overtreden zou hebben. Tot een uitspraak kwam het echter niet, doordat de bijeenkomst tumultueus verliep. Tot een nieuwe rechtszaak kwam het niet, omdat Paulus had vernomen dat Ananias een aanslag tegen hem beraamde. Om te voorkomen dat Ananias' opzet slaagde, beriep Paulus zich op de keizer zodat hij zich niet in Judea, maar in Rome moest verantwoorden voor zijn daden.

## Conflict met de Sicariërs
Het is niet geheel duidelijk hoelang Ananias' hogepriesterschap duurde, maar vermoedelijk werd hij in 58 of 59 na Chr. opgevolgd. Tot aan zijn dood bleef men hem echter aanspreken als hogepriester (zoals ook bij de eerdere hogepriester Annas het geval was). Zijn zoon Eleazar liet hij benoemen tot commandant van de tempelwacht. Via hem bleef Ananias invloed uitoefenen op de gang van zaken in de tempel.
In 62 na Chr. namen in Judea de politieke spanningen toe. Lucceius Albinus, die toen procurator was, reageerde daarop door vele Sicariërs (de meest militante tak van de Zeloten, de Joodse vrijheidsstrijders) gevangen te laten nemen. Ananias' goede relaties met de Romeinse overheersers hadden ertoe geleid dat hij in de publieke opinie gezien werd als een vriend van de Romeinen. Een aantal Sicariërs gijzelde daarom zijn zoon Eleazar en dwong Ananias bij Albinus gedaan te krijgen dat tien belangrijke Sicariërs vrijgelaten zouden worden in ruil voor het leven van Eleazar. Ananias wist dit inderdaad bij Albinus voor elkaar te krijgen en Eleazar bleef in leven.

## Levenseinde en dood
Ananias bleef goede relaties met de Romeinen onderhouden. Toen kort voor het begin van de Joodse Opstand (66-70 na Chr.) de onrust in Jeruzalem nog verder toenam, was Ananias dan ook een logisch doelwit. In 65 of 66 na Chr. legden Sicariërs Ananias' huis in de as. Ananias probeerde zelf nog te ontvluchten, maar werd gevangengenomen en gedood, samen met zijn broer Ezechias.